# Імпульсний водомет
Імпульсний водомет (рос. импульсный водомет, англ. impulse water-jet impeller; нім. Impuls-Wasser-Strahlgerät n) — гірнича машина (агрегат) для створення і управління нестаціонарними високошвидкісними рідинними струменями, що забезпечують руйнування вугілля, гірських порід і інших матеріалів. Застосовується самостійно або як виконавчий орган комбайнів гірничих при гірських породах міцністю f = 6-10. За принципом дії розрізняють ударні, інерційні і кумулятивні імпульсні водомети. 
Сучасні імпульсні водомети забезпечують генерацію струменів води діаметром 3-10 мм при швидкості їх витікання від 1,2-1,5 до 7 км/с і більше.